# Швець Ульян Євграфович
Улья́н Євгра́фович Шве́ць (нар. 17 червня 1900, Березне — пом. 3 серпня 1944, Сандомир) — радянський офіцер, Герой Радянського Союзу, командир 3-го стрілецького батальйону, 545 стрілецького полку, 389-ї стрілецької дивізії, 3-ї армії, 1-го Українського фронту. Капітан.

## Біографія
Народився 17 червня 1900 року у селі Березному, Судилківської волості, Заславського повіту, Волинської губернії (нині — Шепетівський район, Хмельницької області, Україна) в сім'ї селянина. Українець. Закінчив 6 класів Березнівської школи. Працював столяром.
Був призваний в Червону Армію 6 лютого 1919 року. В Громадянську війну воював у бригаді Г. І. Котовського. У 1923 закінчив Київську об'єднану школу червоних командирів ім. К. Л. Каменєва. Служив на різних посадах молодшого комскладу. На початку 1928 року був звільнений у запас. Працював у рідному селі, а з 1930 року в Києві на заводі «Арсенал». В 1933 році був мобілізований в армію вдруге, а в 1936 знову демобілізований. В черговий раз був призваний в Червону Армію у 1937 році.
Брав участь у радянсько-фінській війні (грудень 1939 — березень 1940 на посаді командира 34 батальйону 9-ї армії.
На фронті Німецько-радянської війни з 22 червня 1941 року. Командував винищувальним загоном, стрілецькою ротою, був командиром загороджувального загону. Брав участь у боях на Південно-Західному, Сталінградському, Донському, 1-му Українському фронтах. Член КПРС з 1943 року. Був тричі поранений.
У 1944 році Ульян Євграфович закінчив курси удосконалення командного складу курси «Постріл» і призначений командиром 3-го стрілецького батальйону, 545 стрілецького полку.
| …29 липня 1944 при форсуванні річки Вісла т. Швець після переправи 30 бійців свого батальйону під ураганним артилерійським і кулеметним вогнем противника форсував річку Віслу … … За день відбивши 5 контратак (противника) залишилося в строю всього 11 чоловік, т. Швець будучи пораненим, не залишив стрій, а продовжував командувати відбиваючи натиск ворога … … чим забезпечив переправу всього полку …[2] |
Загинув 3 серпня 1944 року. Похований у місті Сандомир, Польща.
Указом Президії Верховної Ради СРСР від 23 вересня 1944 року капітану Швецю Ульяну Євграфовичу за доблесть і відвагу, проявлені при форсуванні річки Вісла й утриманні плацдарму в районі міста Сандомир, що забезпечило успішний наступ радянських військ присвоєно звання Героя Радянського Союзу, посмертно.

## Нагороди
Ульян Євграфович був нагороджений:
- медаллю «Золота Зірка»;
- орденом Леніна;

## Пам'ять
- Місце поховання: Польща, (нині Свентокшиське воєводство), місто Сандомир, вулиця Міцкевича.
- Бюст героя встановлений на батьківщині, в селі Березне Шепетівського району Хмельницької області.